# Bataille d'Arracourt
Seconde Guerre mondiale
Batailles
France
- Paddle
- Fusilade
- Astonia
- Dunkerque
- Wellhit
- Undergo
- Nancy
- Arracourt
- Metz (Fort Driant)

Belgique
- Moerbrugge
- Geel
- Escaut

Pays-Bas
- Market Garden
- Overloon
- Broekhuizen

Allemagne
- Forêt de Hürtgen
- Aix-la-Chapelle
- Colline du Crucifix
- Clipper
- Queen

- Corse
- Limousin
- Ain et Haut-Jura
- Les Glières
- Ascq
- Division Brehmer
- Mont Mouchet
- Opérations SAS en Bretagne
- Bataille de Normandie
- Guéret
- Brigade Jesser
- Cornil
- 1er Tulle
- 2e Tulle
- Argenton-sur-Creuse
- Oradour-sur-Glane
- 1er Ussel
- Saint-Marcel
- Saffré
- Mont Gargan
- Vercors
- Penguerec
- Lioran
- Égletons
- 2e Ussel
- Débarquement de Provence
- Port-Cros
- La Ciotat
- Toulon
- Martigues
- Marseille
- Nice
- Rennes
- Saint-Malo
- Brest
- Paris
- Mont-de-Marsan
- Montélimar
- Maillé
- Écueillé
- La Saulx
- Meximieux
- Nancy
- Colonne Elster
- Dunkerque
- Arracourt
- Saint-Nazaire
- Lorient
- Metz
- Royan et de la pointe de Grave
- Campagne de Lorraine
- Colmar

Front d'Europe de l'Ouest
Front d'Europe de l'Est
Campagnes d'Afrique, du Moyen-Orient et de Méditerranée
Bataille de l'Atlantique
Guerre du Pacifique
Guerre sino-japonaise
La bataille d'Arracourt est un engagement de la Seconde Guerre mondiale qui mit aux prises des forces blindées des États-Unis et de l'Allemagne, près de la commune d'Arracourt en Meurthe-et-Moselle, (48° 43′ 53″ N, 6° 32′ 09″ E) lors de la campagne de Lorraine du 18 au 29 septembre 1944. C'est la plus importante bataille de chars en France après celle de Normandie.

## Contexte historique
L'objectif assigné à la 5e Panzer Armee était de reprendre Lunéville, puis de détruire la tête de pont constituée par le XIIe Corps d'Armée américain au niveau de la Moselle à Dieulouard (48° 49′ 52″ N, 6° 05′ 44″ E). Bénéficiant théoriquement d'une supériorité en troupes et en matériel blindé, les Allemands espéraient une victoire rapide contre la 4e division blindée américaine.
La 4e DB américaine disposait de deux atouts face aux troupes allemandes engagées : une position défensive sur un terrain couvert favorable, face à des troupes allemandes insuffisamment déployées et très exposées, mais aussi et surtout une véritable couverture aérienne, lui permettant de pilonner les lignes ennemies en profondeur. 
Alors que le mauvais temps empêchait depuis quelques jours l'aviation américaine de décoller, des éclaircies permirent en effet aux P-47 du 405e Fighter Group d'effectuer une série d'attaques meurtrières sur les blindés allemands, à partir du 21 septembre 1944. Ce soutien aérien fut décisif et contribua grandement à la victoire des Alliés. Certains blindés allemands furent détruits avant même d'atteindre le champ de bataille. C'est dans ces conditions, que le Kommandeur de la 113e Panzer-Brigade, Erich von Seckendorff, fut mortellement blessé le 22 septembre 1944. Sans surprise, le 29 septembre 1944, la 4e DB parvint à mettre définitivement en échec les deux brigades de Panzers engagées, ainsi que des éléments épars de deux autres divisions blindées.  
Un char Sherman M4, désormais transformé en monument, est visible dans le village d'Arracourt.